# 영국 암연구소

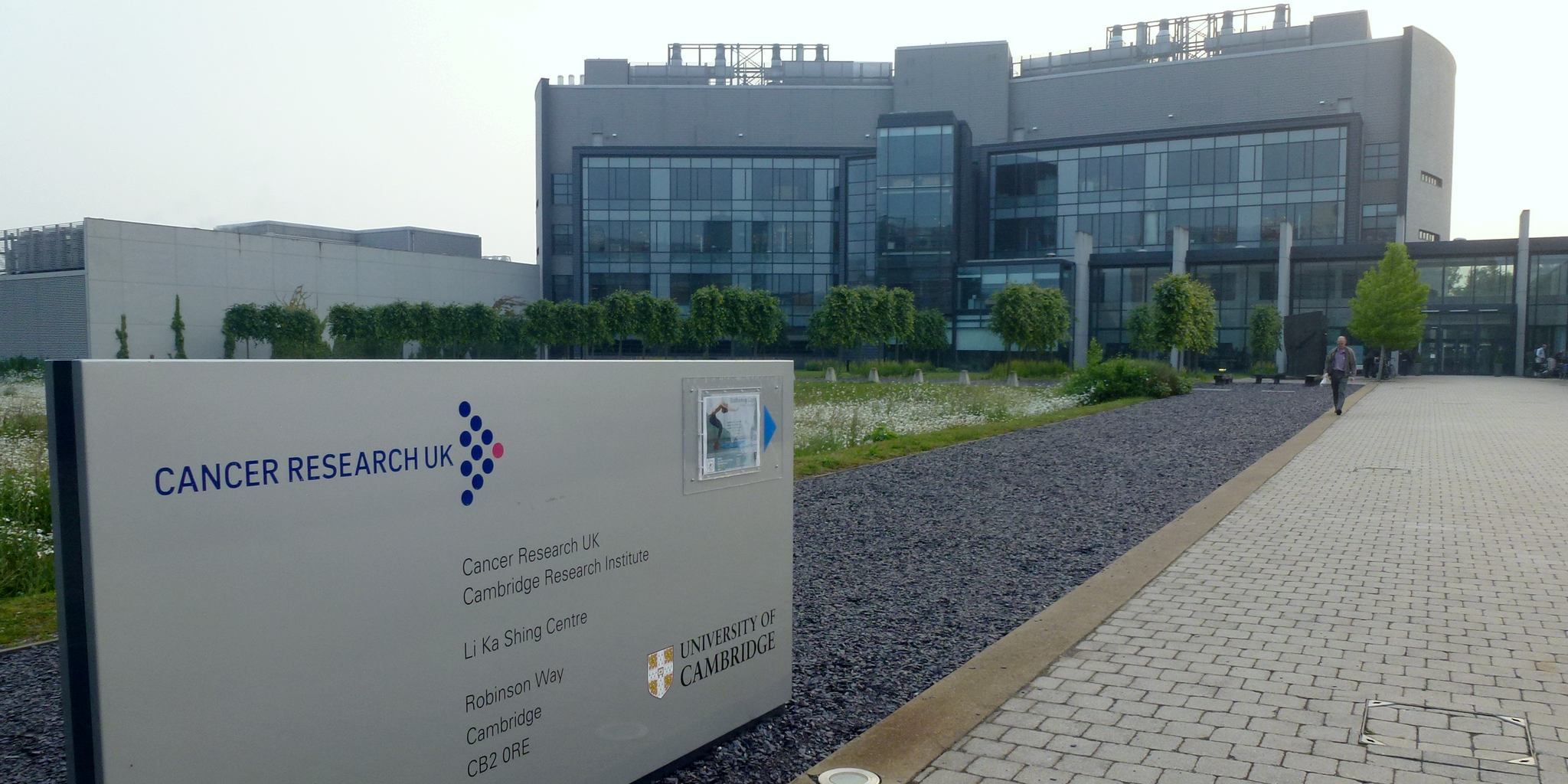

영국 암연구소(Cancer Research UK)는 2002년 영국의 양대 암연구지원 자선단체인 CRC (Cancer Research Campaign)와 ICRF (Imperial Cancer Research Fund)가 합병을 위한 협상을 벌인 끝에 미국의 국립암연구소 (National Cancer Institute; NCI)와 어느 정도 유사한 형태의 연구지원프로그램을 갖는 새로운 대형 연구지원 단체로 조직된 것으로 잘 알려져있다. CRC (Cancer Research Campaign)와 ICRF (Imperial Cancer Research Fund)의 합병으로 설립된 민간 단체인 영국암연국소는 암 연구의 기초분야와 임상연구에었어서 세계적인 수준의 입지를 확보한 것으로 언급된바있다.

## 역사
ICRF(Imperial Cancer Research Fund) 자선단체는 1902년 CRF(Cancer Research Fund)로 설립되어 2년 후 ICRF으로 명칭을 변경했었다. 이 자선 단체는 그후 20년 동안 세계 유수의 암 연구 자선 단체 중 하나로 성장했다. 런던의 링컨즈 인 필즈(Lincoln 's Inn Fields) 및 하트퍼드셔(Hertfordshire)의 클레어 홀(Clare Hall)에 있으며 영국암연구소 런던연구원(Cancer Research UK London Research Institute)으로 알려진 런던연구원의 주요 연구소는 현재 프랜시스 크릭 연구소(FCI,Francis Crick Institute)의 일부이다.
또한 BECC(British Empire Cancer Campaign)는 1923년에 설립되었으며 ICRF와 영국 의학연구위원회(Medical Research Council,MRC)에서 적극적인 반응을 이끌어 냈다. '캠페인'을 명칭의 주요한 부분에서 알 수 있는 것처럼 매우 성공적이며 강력한 보조금을 지급하는 단체가되었다. 1970년,이 자선 단체는 CRC(Cancer Research Campaign)으로 개명되었으며 외부연구를 지원하는 프로그램 역량에 강점을 갖고있다. 반면 ICRF는 런던에 연구소를 두고 내부연구에 역량을 주력하고 있었다
한편  영국 암연구소는 합병전부터 ICRF나 CRF는 DNA 마이크로칩이나 마이크로 X-선 회절분석기와 같은 진보적이고 효율성이 상대적으로 높은 기술이나 기기의 활용에 있어서 선호도가 높은 것으로 알려져있다.

## 같이 보기
- 미국암협회